# Liste der Monuments historiques in Maisey-le-Duc
Die Liste der Monuments historiques in Maisey-le-Duc führt die Monuments historiques in der französischen Gemeinde Maisey-le-Duc auf.

## Liste der Immobilien
| Bezeichnung                        | Beschreibung | Standort                     | Kennzeichnung | Schutzstatus | Datum | Bild |
| ---------------------------------- | --- | ---------------------------- | ------------- | ------------ | ----- | ---- |
| Grenzsteine des Forêt de Châtillon | insgesamt 64 Grenzsteine, ab dem 14. Jahrhundert, hauptsächlich aus dem 17. Jahrhundert; auch zu Buncey, Nod-sur-Seine, Saint-Germain-le-Rocheux und Villiers-le-Duc | südwestlich des Ortes (Lage) | PA21000063    | Classé       | 2012  |      |